# Crípse

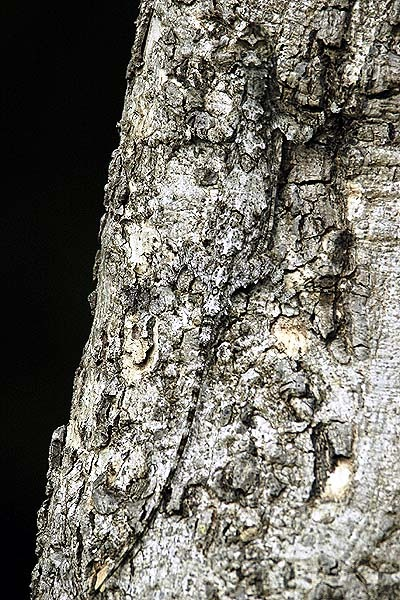
Um lagarto do gênero Draco mostrando o efeito da camuflagem, incluindo a imitação do padrão do fundo e comportamento críptico (Bandipur National Park).

Em ecologia e em etologia, a cripse é o conjunto de adaptações morfológicas e comportamentais de um organismo destinadas a evitar a detecção por parte do organismo alvo. O tipo mais conhecido é a cripse visual, que consiste em adaptações que conferem invisibilidade para um organismo em seu ambiente. Contudo, há tipos de cripse que não são visuais, como a química, na qual o animal torna-se indetectável por receptores químicos, e a cripse auditiva, na qual o animal diminui sua probabilidade de detecção para outro organismo alvo.
A cripse surge em resposta à pressão evolutiva sobre presas para evitar sua detecção por predadores. Contudo, o predador também sofre pressão para que consiga contornar a cripse e obter seu recurso alimentar. Assim, surge um mecanismo coevolutivo que se retroalimenta e resulta em uma corrida armamentista evolutiva entre a habilidade do predador de identificar a presa e a capacidade da presa de se esconder do predador.
É importante destacar que há controvérsias na literatura a respeito da abrangência da cripse aos conceitos de camuflagem, mimetismo e disfarce, discutindo se essas estratégias estão dentro da definição de cripse ou não.

## Cripse Visual
Mais tradicionalmente estudada, a cripse visual consiste na invisibilidade de um animal no seu ambiente, evitando que seja detectado visualmente por outro animal indesejado. Há diversas estratégias de cripse visual que envolvem adaptações morfológicas e/ou comportamentais, que serão divididas aqui em duas categorias: estratégias morfológicas, que envolvem apenas adaptações desse tipo e não dependem de comportamentos específicos, e estratégias dinâmicas, que necessitam, além dos caracteres morfológicos, comportamentos de movimentação específicos do animal para que ele fique indetectável.

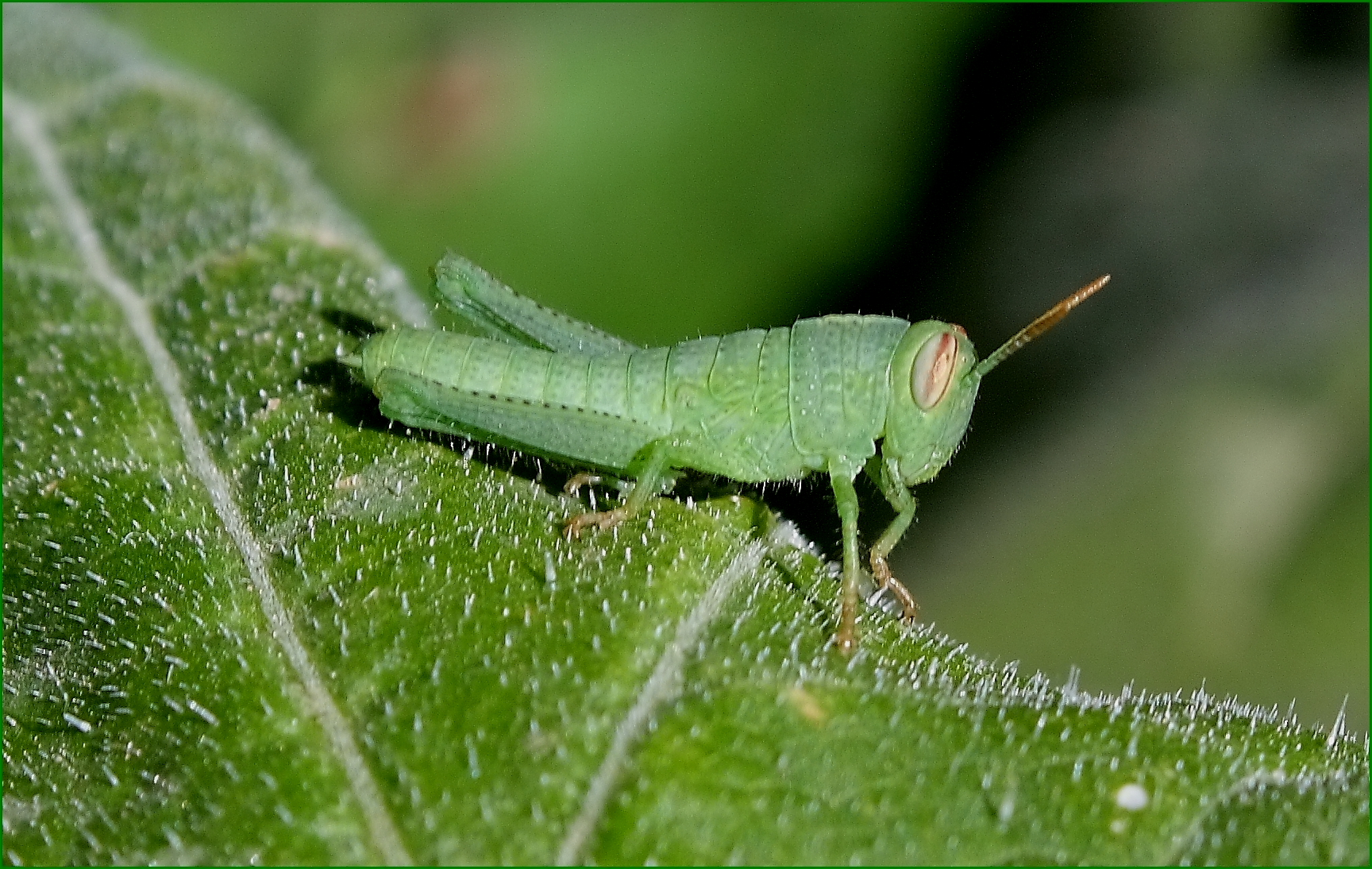
Um gafanhoto repousa sobre uma folha de abóbora, escondido por seu padrão visual.

### Estratégias Morfológicas

#### Homocromia
O animal apresenta um único padrão visual de cores que é similar ao seu ambiente. É o caso do gafanhoto verde em ambientes onde predominam gramíneas também verdes. Assim, o gafanhoto se insere no padrão visual do ambiente das gramíneas e dificulta sua detecção.

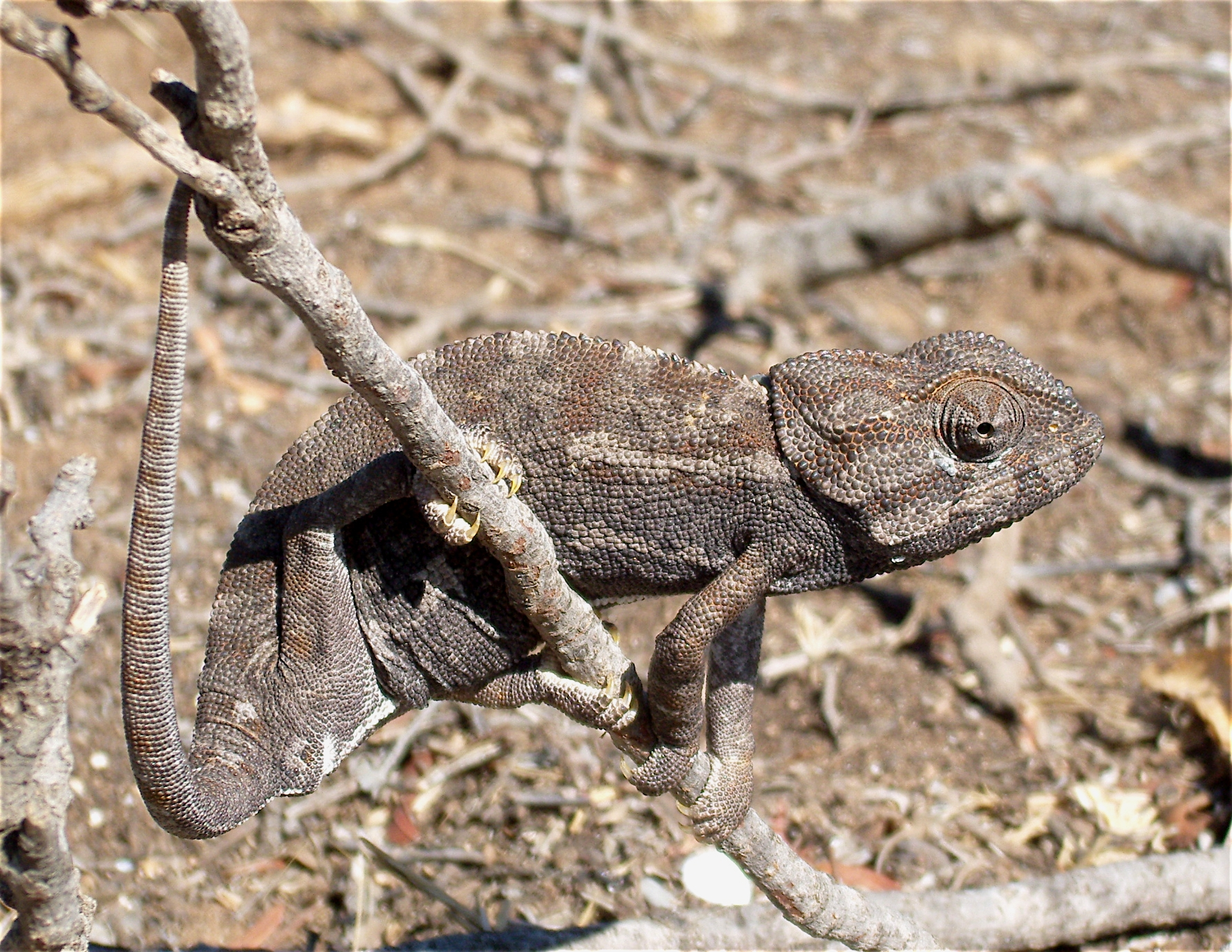
Um camaleão-comum se camufla no ambiente utilizando suas células especializadas.

#### Mudança Cromática
O animal possui cromatóforos, células especializadas que conferem a capacidade de mudança de coloração ao organismo. Assim, o animal modifica seu padrão visual intencionalmente para se misturar ao ambiente onde está localizado. É o caso clássico dos camaleões e dos cefalópodes. 

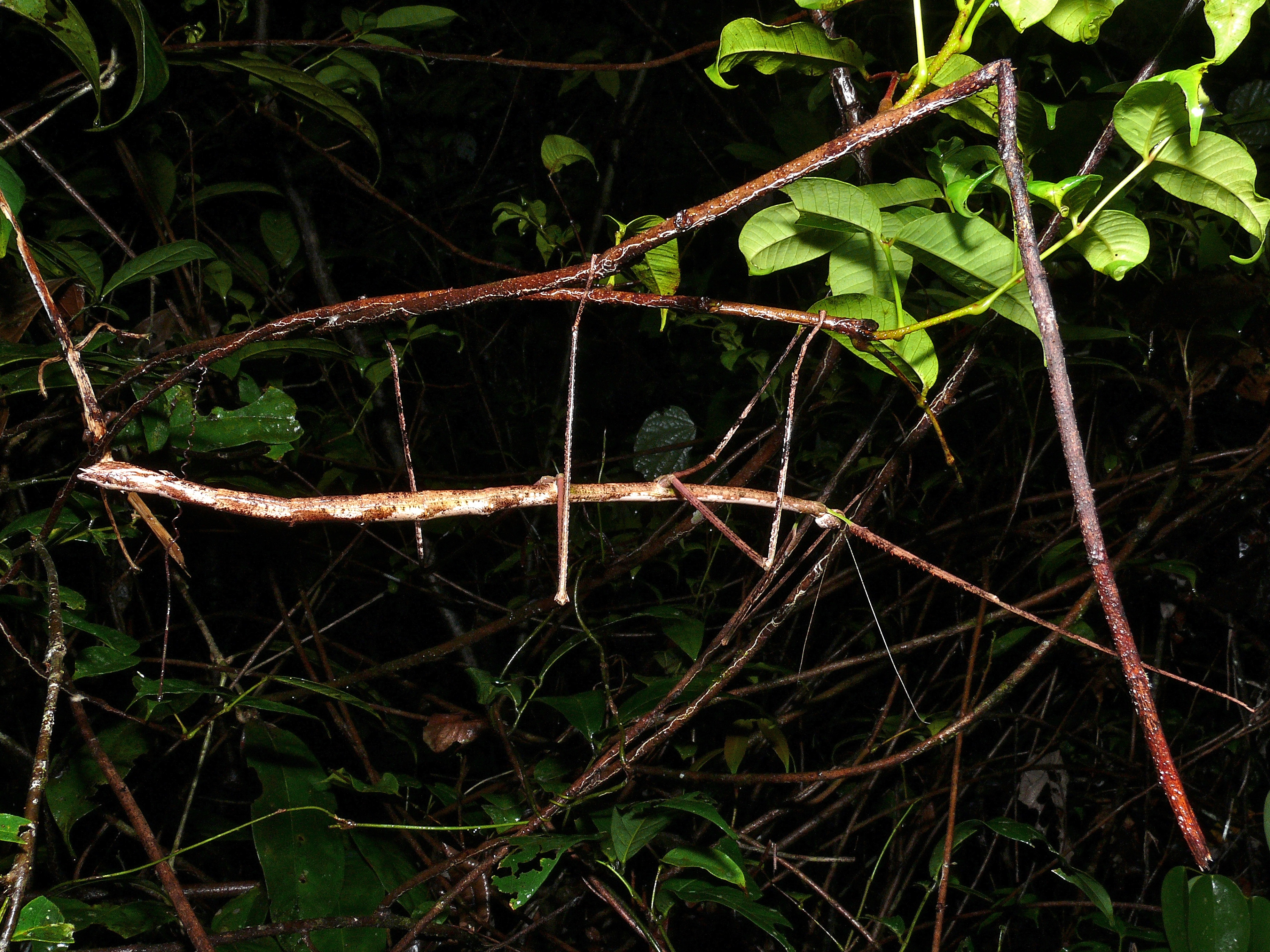
A morfologia do Bicho-pau imita um galho, permitindo que o animal se esconda dos predadores nas árvores em que habita.

#### Homotipia ou Imitação morfológica

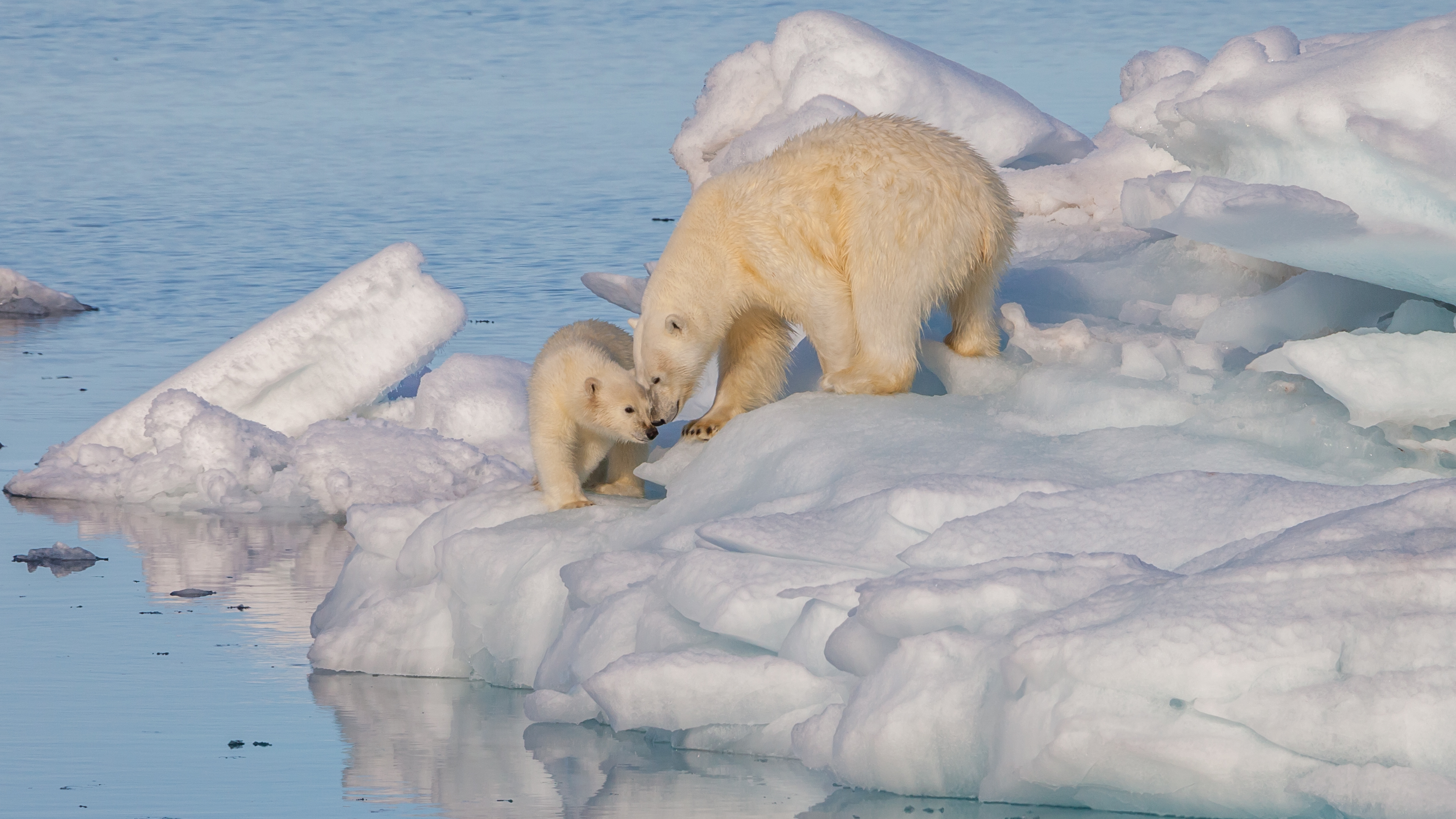
Mãe e filhote de urso-polar. A tonalidade fraca de sua cor oculta o animal no seu ambiente.

Como o nome sugere, a morfologia do animal se assemelha a algum elemento do ambiente. Assim, o animal se esconde não só pela cor, mas também pela forma. É o caso do bicho-pau. 

#### Somatólise
O animal apresenta sua coloração de base menos intensa, tornando-o similar ao ambiente. O caso clássico é o do urso-polar. Sua tonalidade esbranquiçada menos intensa o oculta dentro do ambiente polar.

### Estratégias Dinâmicas

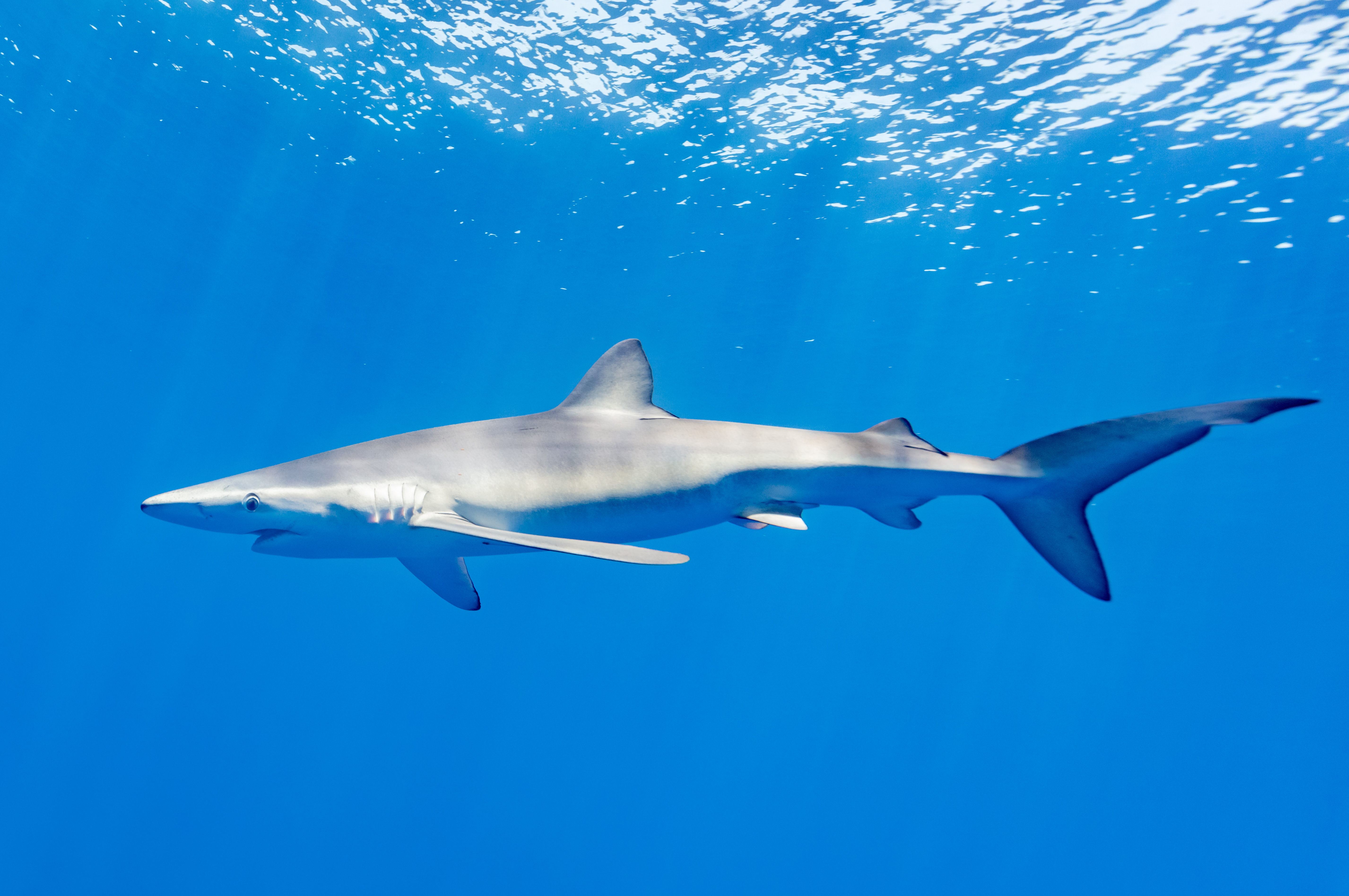
Tubarão Azul também apresenta contra-sombreamento.

#### Contra-sombreamento
O animal evita sombras e contras sombras de modo a permanecer menos detectável. É o caso de mariposas claras, que precisam evitar sombras para que não sejam destacadas no ambiente. Contudo, essa técnica pode funcionar de modo diferente no ambiente aquático, onde a luz se propaga verticalmente para baixo. Assim, peixes como o tubarão-cinzento-dos-recifes apresentam além do comportamento de movimentação, adaptações morfológicas que o fazem menos visíveis no ambiente aquático: com a parte ventral mais clara e a parte dorsal mais escura, fazendo que o animal esteja indistinguível ao escuro do fundo do mar quando visto de cima e da superfície quando visto de baixo.

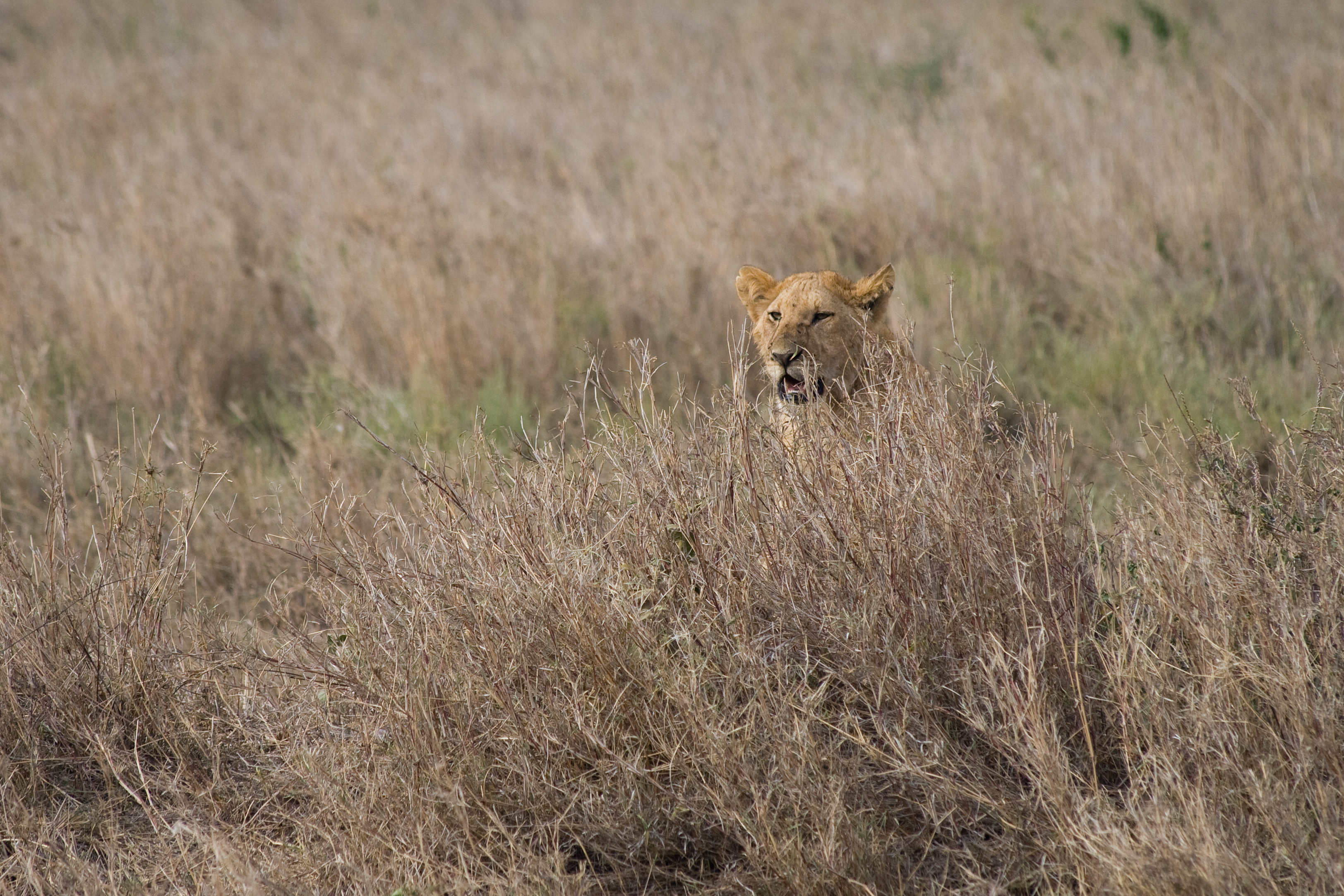
Uma leoa se oculta atrás da grama, esperando o melhor momento para atacar sua presa.

#### Ocultamento
O animal cobre a si mesmo utilizando objetos do ambiente, ou seja, se oculta por trás do objeto para não ser visto. Esse tipo de cripse é utilizado não só por presas, mas também pelos predadores em emboscadas. O caso mais famoso é o do leão, que se utiliza da vegetação baixa para esperar o momento certo da emboscada sem ser detectado pela presa.

## Mimetismo

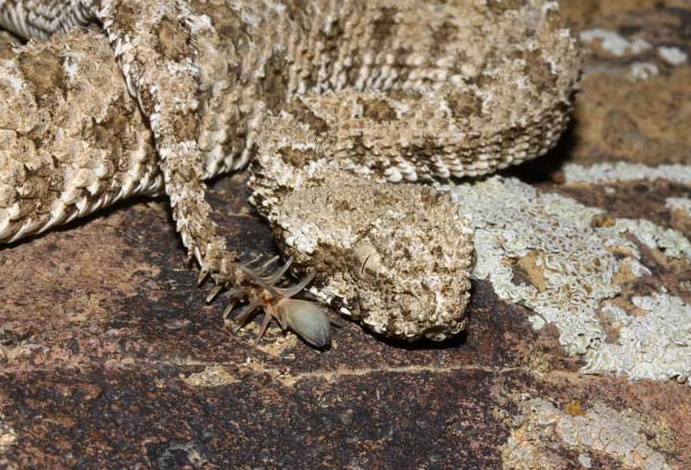
Foto da Víbora Rabo de Aranha como exemplo de cripse especial. Note que, além do mimetismo do rabo, o animal apresenta também cripse visual do tipo homocromia, o que dificulta ainda mais a detecção da cobra pelos predadores de aranha.

O Mimetismo, também conhecido como cripse especial, consiste na presença dentro de um grupo de organismos de características que o confundem com outro organismo modelo, evitando assim a detecção por organismos receptores. Diferentemente da cripse visual, o mimetismo não torna o animal invisível no ambiente, mas sim, confunde o receptor a partir da sua similaridade com outros organismos. Um exemplo é o da Víbora-Rabo-de-Aranha (Pseudocerastes urarachnoides), que tem a ponta do rabo similar a uma aranha, e o movimenta de modo a imitar uma aranha viva, assim atraindo animais predadores do artrópode para capturá-los.
Contudo, há discordância na literatura científica se o mimetismo pode ou não ser considerado um tipo de cripse. Enquanto alguns autores defendem que o mimetismo é considerado cripse por evitar a detecção pelo receptor, outros defendem que o fato do mimetismo não tornar o animal indistinguível do ambiente para seu receptor faz com que essas adaptações não possam ser consideradas uma cripse especial.

## Cripse Química

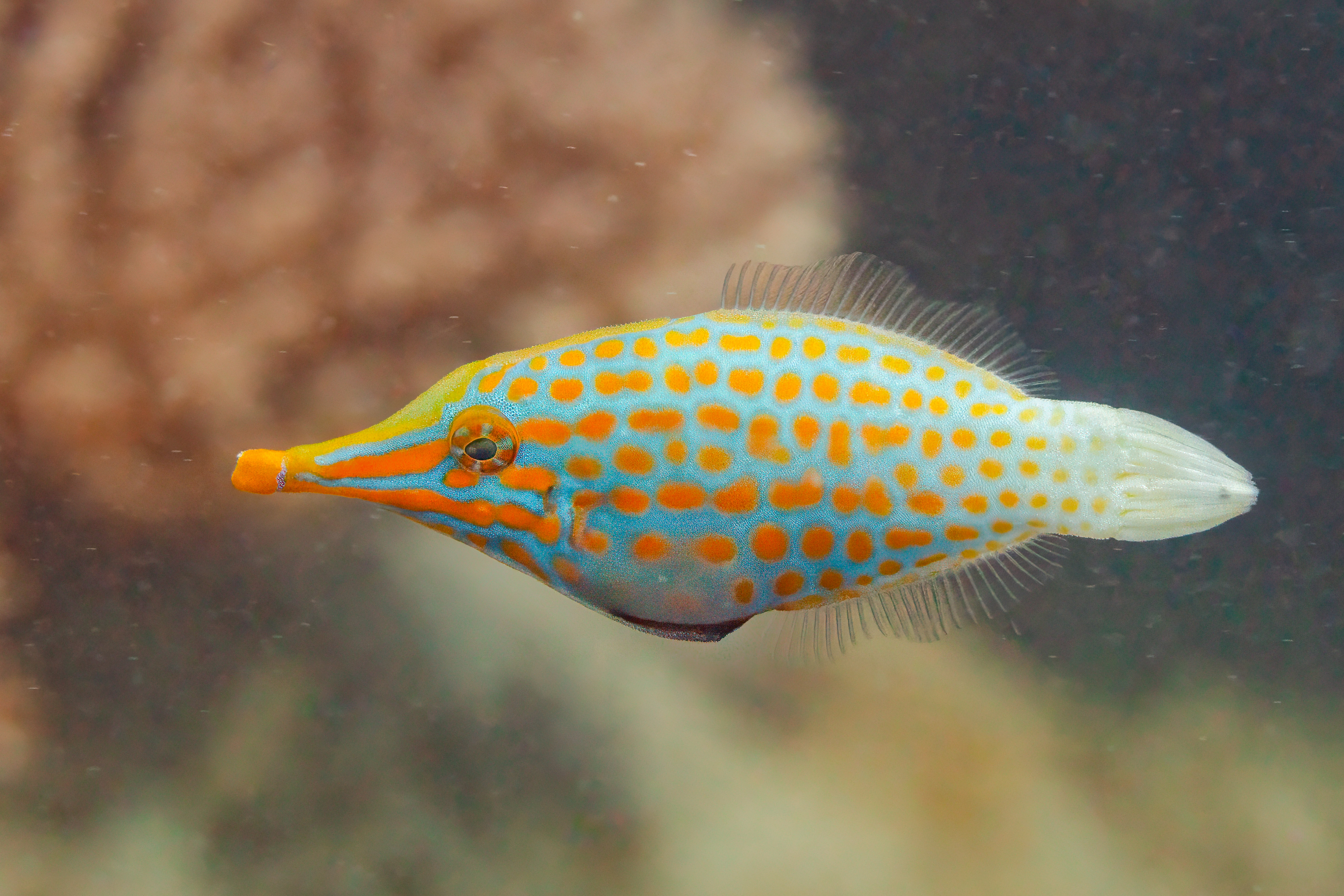
Peixe Arlequim (Oxymonacanthus longirostris), que libera compostos adquiridos dos corais em sua alimentação como forma de cripse química.

A cripse química ou olfativa consiste na liberação de substâncias voláteis que atrapalhem a percepção do animal no ambiente, sendo muito utilizada como maneira de se esconder de predadores. Diversos insetos, como lagartas e viuvinhas, utilizam da cripse química como estratégia de sobrevivência. Algumas espécies de lagarta emitem odores semelhantes aos das árvores que habitam, tornando-se indetectáveis para formigas predadoras. Os compostos liberados pelo animal críptico podem ser tanto provenientes de seu sistema interno quanto adquiridos do ambiente pela alimentação.
Apesar de ser menos comum em vertebrados, a cripse olfativa também pode ser encontrada em alguns pássaros, cobras e peixes. A espécie de peixe Aphredoderus sayanus é um exemplo raro de um predador que utiliza a cripse química como estratégia de caça, tornando-se imperceptível para suas presas.

## Cripse auditiva
A cripse auditiva é classificada como a modificação na vocalização ou na emissão de sons de um indivíduo para dificultar a detecção ou localização por predadores. Este método de ocultamento não pode ser confundido com o evitamento acústico (tradução direta do inglês, acoustical avoidance), no qual consiste o indivíduo não emitir nenhum sinal sonoro em resposta à presença de predadores ou no aumento do risco da predação.
Um exemplo de cripse auditiva pode ser encontrada no lagarto-de-cerca-oriental (Sceloporus undulatus), o qual pode habitar florestas tanto decíduas como coníferas. Para diminuir sua detecção ele é normalmente encontrado em florestas decíduas, podendo atingir velocidades maiores e emitindo uma intensidade sonora menor ao se movimentar, caso comparado a sua movimentação em florestas de coníferas.

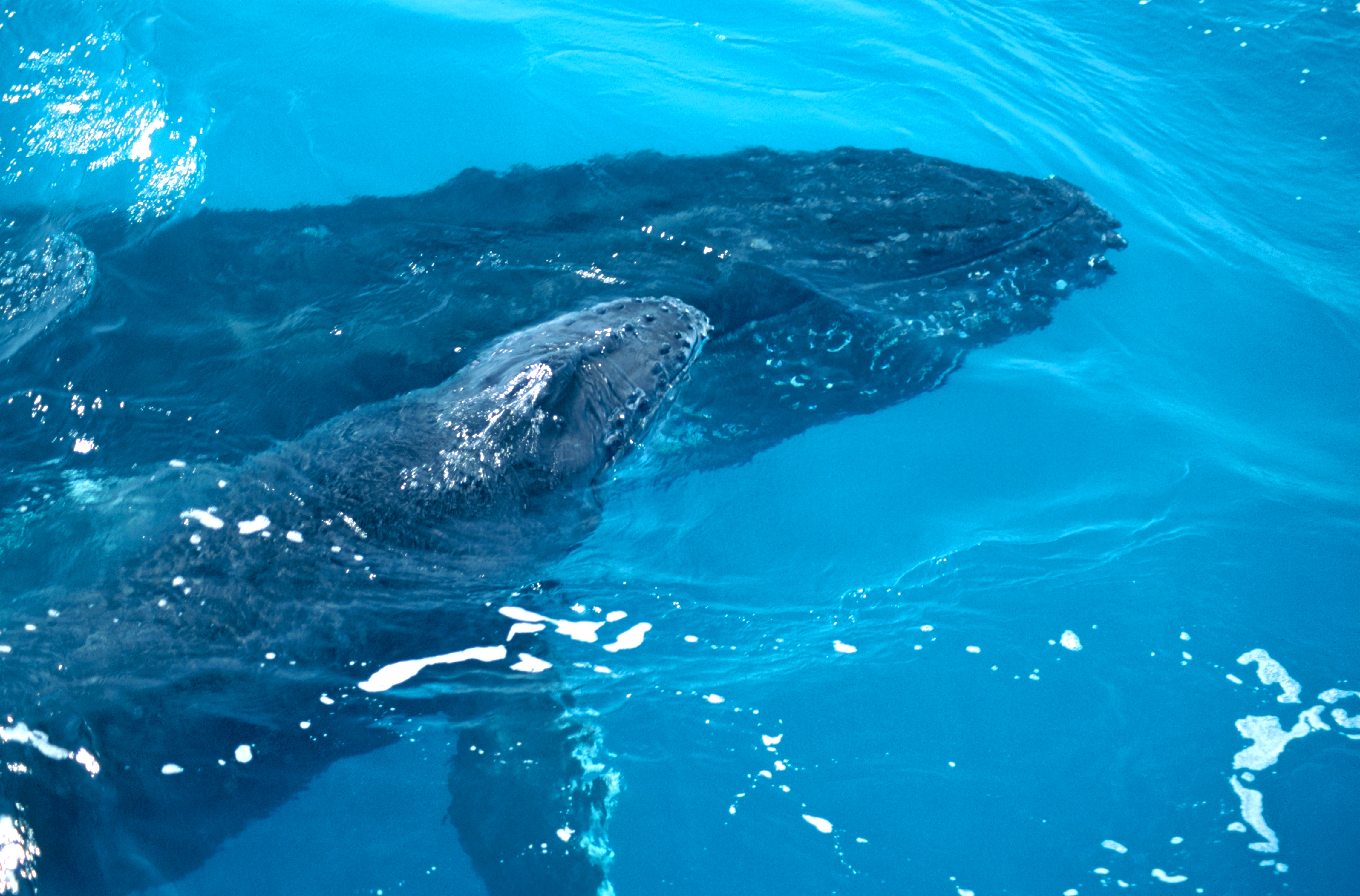
Baleia jubarte (Megaptera novaeangliae) com filhote, um dos exemplos de cripse acústica.

Outro exemplo pode ser encontrado em baleias jubarte (Megaptera novaeangliae), as quais evitam interações com machos da espécie quando juntas a seus filhotes para evitar gastos desnecessários de energia, priorizando o cuidado e a alimentação do filhote, assim como evitar a sua separação do mesmo. Para isso, elas comunicam-se através de chamados de menores amplitudes sonoras, diminuindo também a sua frequência de comunicação para evitar predadores.

## Estudo ecológico da Cripse
O estudo ecológico da cripse em animais e plantas apresenta algumas dificuldades diferentes das normalmente encontradas em outros campos da ecologia. O surgimento de um padrão de coloração de uma planta se camuflando no ambiente pode estar ligada tanto a processos fisiológicos como também a ocorrência de cripse, uma vez que o surgimento de uma planta com coloração similar ao seu entorno será facilmente dispersada, não podendo se excluir também a possibilidade de estes dois fenômenos estarem ocorrendo simultaneamente.
No estudo da cripse em plantas, a visão humana é insuficiente para a identificação da ocorrência de cripse, uma vez que a grande maioria dos herbívoros possui a identificação das cores diferentes. Outro grande problema é a falta de técnicas apropriadas para a manipulação da cor das folhas de plantas para os testes de hipóteses.

Além disso, como citado anteriormente, ainda não há uma definição formal amplamente aceita no meio acadêmico para o fenômeno da cripse, a qual muitas vezes também pode ser confundida com outros termos como camuflagem (em inglês, camouflage), disfarce (em inglês, masquerade) e mimetismo (em inglês, mimicry), o que resulta em uma maior dificuldade no entendimento dos artigos científicos por outros pesquisadores e a tradução dos artigos para o português, tendo em vista a questão da compreensão e da padronização.